# Tamba tephraea
Tamba tephraea là một loài bướm đêm trong họ Noctuidae.